# August Wilhelm Ambros
August Wilhelm Ambros, född 17 november 1816 och död 28 juni 1876, var en österrikisk musikhistoriker.

## Biografi
Ambros var egentligen jurist, och blev 1850 anställd vid Prags landsrätt. Han blev professor vid universitet och lärare i musikhistoria vid konservatoriet. Från 1872 var han verksam i Wien, dels vid justitiedepartementet, dels vid konservatoriet. Fastän Ambros var produktiv som tonsättare, bland annat med en mässa, pianokompositioner, opera och sånger, ligger hans viktigaste betydelse på musikhistoiens område. Hans huvudarbete är Geschichte der Musik, vilken sträcker sig till början av 1600-talet, men senare fullföljdes av yngre forskare (bland dem Otto Kade och Wilhelm Bäumker). Musikens historia skildras av Ambros mot bakgrunden av kulturhistorien som helhet; han vidgade genom denna metod betraktelsesättet inom den musikhistoriska forskningen. Omtalat är också hans arbete Die Grenzen der Poesie und Musik (1856, riktat mot Eduard Hanslicks Vom Musikalisch-Schönen).